# 我的一切 (歌曲)
〈我的一切〉（英語：My All）是美國女歌手瑪麗亞·凱莉在1998年4月發行的單曲，它曾獲得告示牌單曲榜一週冠軍，是瑪麗亞·凱莉第13首全美冠軍單曲。

## 歌曲介紹

### 收錄專輯
〈我的一切〉最早收錄於瑪麗亞·凱莉第六張個人錄音室專輯《美麗花蝴蝶》（英語：Butterfly）中，它亦是這張專輯最後一首推出的單曲。

### 單曲簡介
〈我的一切〉一曲出自瑪麗亞·凱莉和她事業上的老搭檔Walter Afanasieff兩人之手，歌曲模式不脫瑪麗亞·凱莉以往成功的情歌複製而成，不同的是瑪麗亞·凱莉在這首旋律優美的情歌中，展現了諸多氣音與轉音的功力。

### 商業成績
〈我的一切〉在1998年5月9日進入告示牌單曲榜，首週成績為第2名，三週後它登上榜首位置，成為瑪麗亞·凱莉第13首全美冠軍單曲。〈我的一切〉在榜內共停留了20週，全美銷售突破1百萬張，成為白金單曲。在1998年度百大單曲榜中，〈我的一切〉位居第17名。
〈我的一切〉在英國單曲榜最高成績為第4名。

## 樂壇紀錄
〈我的一切〉成為瑪麗亞·凱莉第13首全美冠軍單曲，這紀錄不僅讓她成為女藝人之首，也同時讓她和麥可·傑克森（Michael Jackson）並列史上第三多冠軍曲的歌手，僅次於貓王（Elvis Presley）的17首和披頭四（The Beatles）的20首。另外也讓她自1990年出道以來，連續九年在告示牌單曲榜上都有冠軍曲產生。